# Distrito de Pomacocha (Andahuaylas)
El distrito de Pomacocha es uno de los 20 distritos de la provincia de Andahuaylas  ubicada en el departamento de Apurímac, bajo la administración del Gobierno regional de Apurímac, en el sur del Perú.
Desde el punto de vista jerárquico de la Iglesia católica forma parte de la diócesis de Abancay la cual, a su vez, pertenece a la Arquidiócesis de Cusco.

## Historia
El distrito fue creado mediante Ley N°14630 del 21 de agosto de 1963, siendo presidente de la república el arquitecto Belaúnde Terry. El nombre de Pomacocha proviene del vocablo quechua "Puma" que significa animal (puma) y Ccocha que significa Laguna; entonces el nombre del distrito significaría: Laguna del Puma . esto podía señalar que en este espacio geográfico habría en el pasado, en tiempo prehispánico, una veneración a imágenes mitológicas como el puma, además que en este lugar abundaría la presencia de este tipo de mamíferos. el distrito de Pomacocha (Pomacocha Puma mamífero carnicero americano, Ccocha, Laguna)

## Población
De acuerdo al último censo nacional, el distrito de Pomacocha tiene una población de 972 habitantes.

## Superficie
El distrito tiene un área de 128,19 km².

## Autoridades

### Municipales
- 2023 - 2026[4]
  - Alcalde: WALDER ANCA ANTAY, del partido político frente de la esperanza.
  - Regidores:

  1. Melba Quispe Enciso (partido político frente de la esperanza)
  2. Marcial Enciso Liceras (partido político frente de la esperanza)
  3. Dionicia Huayhuas Sotelo (partido político frente de la esperanza)
  4. Tadeo Huayhuas ccaccya (partido político frente de la esperanza)
  5. Justa Pascuala Layme Ccopa (Somos Perú)

Alcaldes anteriores
- 2019-2022[5] Fredy Abdon Anca Gutierrez, del Movimiento Popular Kallpa
- 2015-2018:[6] Emerson Utani Laupa, del Movimiento Popular Kallpa.
- 2011-2014:[6] Bruno Clemente Utani Laupa, del Movimiento Popular Kallpa.
- 2007-2010: Abelardo Ccaccya Ccopa

## Festividades
- Febrero: [Carnavales].
- Junio:24 de junio [Juan el Bautista]
- Agosto: 21-08 Aniversario del distrito
- Septiembre:05 al 10 de septiembre [Virgen de Cocharcas]
- Septiembre:13 al 17 de Septiembre (fiesta del agua)